# جین فانگ لای
جین فانگ لای (انگلیسی: Jian Fang Lay؛ زادهٔ ۶ مارس ۱۹۷۳) یک بازیکن تنیس روی میز اهل استرالیا است. 
وی در مسابقات کشوری و بین‌المللی در مجموع برنده ۷ مدال طلا، ۶ مدال نقره، ۳ مدال برنز شده‌است.